# Arashi (canción)
«Arashi» es el primer sencillo de la banda japonesa, Arashi. El sencillo es el más vendido del grupo, con más de 970 000 unidades, llegando a triple platino en Japón. Cuando fue lanzado, se calcula que unos 80 000 aficionados se presentaron para asistir al debut del evento. Este sencillo fue usado como tema de la serie V no Arashi, protagonizado por el propio grupo y también fue utilizado para el octavo mundial de Voleibol cuyo anfitrión fue Japón en 1999. Ambas versiones del sencillo (regular y limitada) contienen las dos canciones con sus respectivos karaokes pero solo la limitada incluye un póster.

## Información del sencillo

### "Arashi"
1. Letras: J&T
2. Compuesto por: Makaino Kouji
3. Tal vez sea la canción más popular del grupo, es la canción favorita del público en los conciertos. Cuando salió, un número estimado de 80 000 fanes se presentaron al evento del debut del sencillo. En 2006, la frase "You are my soul! soul!" fue cambiada por el grupo en el concierto de Corea del Sur y se reemplazó por You are my Seoul, Soul.[1]

### "Ashita ni Mukatte"
- Letras: Otsuka Yuzo
- Compuesto por: Makaino Kôji

## Lista de pistas
| Pista # | Título de pista                                          | Duración |
| ------- | -------------------------------------------------------- | -------- |
| 1       | "Arashi"                                                 | 4:29     |
| 2       | "Ashita ni Mukatte" ("明日に向かって")                   | 4:35     |
| 3       | "Arashi" (Karaoke)                                       | 4:29     |
| 4       | "Ashita ni Mukatte" (Karaoke) ("明日に向かって"カラオケ) | 4:35     |